# Chromagallia flavofasciatus
Chromagallia flavofasciatus är en insektsart som beskrevs av Carl Stål 1854. Chromagallia flavofasciatus ingår i släktet Chromagallia och familjen dvärgstritar. Inga underarter finns listade i Catalogue of Life.